# Comando de Aérodromo A (o) 34/VII
El Comando de Aérodromo A (o) 34/VII (Flieger-Horst-Kommandantur A (o) 32/VII) fue una unidad de la Luftwaffe durante la Segunda Guerra Mundial.

## Historia
Fue formado el 15 de junio de 1944 en Straubing, a partir del Comando de Aérodromo A (o) 18/XII.

## Comandantes
- Mayor Josef Waibel – (15 de junio de 1944 – 2 de octubre de 1944)
- Mayor Anton Schut – (2 de octubre de 1944 – 3 de noviembre de 1944)
- Teniente coronel Günther Schamberg – (3 de noviembre de 1944 – 8 de mayo de 1945)

## Servicios
- junio de 1944 – enero de 1945: en Straubing bajo el Comando de Base Aérea 14/VII.
- enero de 1945 – abril de 1945: en Straubing bajo el Comando de Base Aérea 4/XIII.

## Orden de Batalla

### Unidades Adheridas
- Comando de Pista de Aterrizaje Ergoling
- Comando de Pista de Aterrizaje Landau (en octubre de 1944)
- Comando de Pista de Aterrizaje Regensburg-Obertraubling (en noviembre de 1944)
- Comando de Pista de Aterrizaje Regensburg-Prüfening (en noviembre de 1944)
- Comando de Pista de Aterrizaje Plattling
- Comando de Pista de Aterrizaje Cham